# 偶像媽咪
偶像媽咪，又名「媽媽是偶像」， 日文名稱:  。

## 故事大綱
年僅17歲的偶像明星中山美穂(中山美穗 飾) 嫁給一名中學教師，成為小孩子繼母。

## 主要角色
- 中山美穗：中山美穗 （香港配音:孫明貞）
- 水澤晶：後藤久美子 （香港配音:樂蔚）
- 水澤賢一郎：永瀨正敏（香港配音:馮錦堂）
- 水澤修一：三田村邦彥（香港配音:盧國權）

美穂小學生時代的恩師
- 水澤伸二：大原和彦（香港配音:袁淑珍）
- 高橋清一：松澤一之（香港配音:林國雄）
- 時田優子：風吹純（香港配音:姚天麗）
- 時田繭子：山下亞紀（香港配音:黃麗芳）
- 時田忠：石堂謙
- 高野茂樹：長尾豪二郎（香港配音:馮志潤）
- 吉田照美
- 高橋良明
- 室井滋
- 森下愛子